# Бесоба (Акжаикский район)
Бесоба (каз. Бесоба) — упразднённое село в Акжаикском районе Западно-Казахстанской области Казахстана. Упразднено в 2020 г. Входило в состав Алгабасского сельского округа. Код КАТО — 273237200.

## Население
В 1999 году население села составляло 180 человек (89 мужчин и 91 женщина). По данным переписи 2009 года, в селе проживало 75 человек (43 мужчины и 32 женщины).